# Vuelta a Portugal 2012
La 74º edición de la Vuelta a Portugal tuvo lugar del 15 al 26 de agosto del 2012 con un recorrido de 1.604,7 km dividido en 10 etapas y un prólogo.
La carrera perteneció al UCI Europe Tour 2011-2012, dentro de la categoría 2.1.
El ganador final fue David Blanco (quien además se hizo con una etapa) convirtiéndose en el corredor con más victorias en esta prueba. Le acompañaron en el podio Hugo Sabido y Rui Sousa (vencedor de la clasificación de la montaña), respectivamente.
El las otras clasificaciones secundarias se impusieron Reinardt Janse van Rensburg (puntos), David de la Cruz (jóvenes) y Efapel-Glassdrive (equipos).

## Equipos participantes

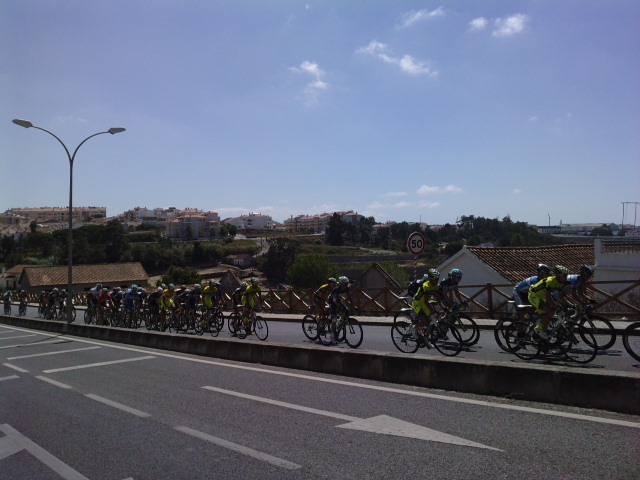
Paso del pelotón por Mafra, en la última etapa.

Tomaron parte en la carrera 17 equipos: 5 de categoría Profesional Continental; 11 de categoría Continental; y la Selección de Portugal. Formando así un pelotón de 149 ciclistas, con 9 corredores cada equipo (excepto el Saur Sojasun e Itera-Katusha que salió con 8 y el Funvic-Pindamonhangaba que salió con 7), de los que acabaron 120. Los equipos participantes fueron:
| N.º     | Equipo                            | Cód. UCI | Categoría               |
| ------- | --------------------------------- | -------- | ----------------------- |
| 1-9     | Carmim-Prio                       | PRT      | Continental             |
| 11-19   | Efapel-Glassdrive                 | EGL      | Continental             |
| 21-29   | LA-Antarte                        | LAA      | Continental             |
| 31-39   | Onda                              | OND      | Continental             |
| 41-49   | Selección de Portugal             |          | Selección nacional      |
| 51-59   | Funvic-Pindamonhangaba            | FUN      | Continental             |
| 61-69   | Caja Rural                        | CAJ      | Profesional Continental |
| 71-79   | Andalucía                         | AND      | Profesional Continental |
| 81-89   | Orbea Continental                 | ORB      | Continental             |
| 91-99   | Burgos BH-Castilla y León         | BUR      | Continental             |
| 101-109 | Colombia-Coldeportes              | COL      | Profesional Continental |
| 111-118 | Saur-Sojasun                      | SAU      | Profesional Continental |
| 121-129 | UnitedHealthcare Pro Cycling Team | UHC      | Profesional Continental |
| 131-138 | Itera-Katusha                     | IKA      | Continental             |
| 141-149 | Lokosphinx                        | LOK      | Continental             |
| 151-159 | MTN Qhubeka                       | MTN      | Continental             |
| 161-169 | Team Bonitas                      | TBO      | Continental             |

## Etapas
| Etapa   | Fecha        | Recorrido                               | km         | Ganador                     | Líder                       |
| Prólogo | 15 de agosto | Castelo Branco-Castelo Branco           | 2,2 (CRI)  | Reinardt Janse van Rensburg | Reinardt Janse van Rensburg |
| 1.ª     | 16 de agosto | Termas Monfortinho-Oliveira do Hospital | 200,8      | Jay Robert Thomson          | Jay Robert Thomson          |
| 2.ª     | 17 de agosto | Oliveira do Bairro-Trofa                | 190,7      | Francesco Lasca             | Jay Robert Thomson          |
| 3.ª     | 18 de agosto | Vila Nova de Cerveira-Fafe              | 176,1      | César Fonte                 | Jay Robert Thomson          |
| 4.ª     | 19 de agosto | Viana do Castelo-Mondim de Basto        | 151,9      | Rui Sousa                   | Hugo Sabido                 |
| 5.ª     | 20 de agosto | Armamar-Oliveira de Azeméis             | 176,6      | Sérgio Ribeiro              | Hugo Sabido                 |
| 6.ª     | 21 de agosto | Aveiro-Viseu                            | 184,1      | Jason McCartney             | Hugo Sabido                 |
| 7.ª     | 23 de agosto | Gouveia-Sabugal                         | 185,3      | Kai Reus                    | Hugo Sabido                 |
| 8.ª     | 24 de agosto | Guarda-Seia                             | 154,9      | David Blanco                | David Blanco                |
| 9.ª     | 25 de agosto | Pedrógão-Leiría                         | 32,6 (CRI) | Alejandro Marque            | David Blanco                |
| 10.ª    | 26 de agosto | Sintra-Lisboa                           | 149,5      | Reinardt Janse van Rensburg | David Blanco                |

## Clasificaciones finales

### Clasificación general
| Posición | Ciclista         | Equipo               | Tiempo           |
| -------- | ---------------- | -------------------- | ---------------- |
|          | David Blanco     | Efapel-Glassdrive    | 41 h 30 min 06 s |
| 2        | Hugo Sabido      | LA-Antarte           | a 22 s           |
| 3        | Rui Sousa        | Efapel-Glassdrive    | a 57 s           |
| 4        | Daniel Silva     | Onda                 | a 1 min 15 s     |
| 5        | David de la Cruz | Caja Rural           | a 1 min 39 s     |
| 6        | Brice Feillu     | Saur-Sojasun         | a 1 min 57 s     |
| 7        | Sergio Ribeiro   | Efapel-Glassdrive    | a 2 min 12 s     |
| 8        | Nuno Ribeiro     | Efapel-Glassdrive    | a 2 min 26 s     |
| 9        | Darwin Atapuma   | Colombia-Coldeportes | a 3 min 41 s     |
| 10       | Vergílio Santos  | LA-Antarte           | a 3 min 42 s     |

### Clasificación por puntos
| Posición | Ciclista                    | Equipo            | Puntos |
| -------- | --------------------------- | ----------------- | ------ |
|          | Reinardt Janse van Rensburg | MTN Qhubeka       | 111    |
| 2        | Sergio Ribeiro              | Efapel-Glassdrive | 78     |
| 3        | Hugo Sabido                 | LA-Antarte        | 69     |
| 4        | David Blanco                | Efapel-Glassdrive | 67     |
| 5        | Rui Sousa                   | Efapel-Glassdrive | 49     |

### Clasificación de la montaña
| Posición | Ciclista       | Equipo                    | Puntos |
| -------- | -------------- | ------------------------- | ------ |
|          | Rui Sousa      | Efapel-Glassdrive         | 52     |
| 2        | David Blanco   | Efapel-Glassdrive         | 36     |
| 3        | Sergio Ribeiro | Efapel-Glassdrive         | 28     |
| 4        | Jason Bakke    | Bonitas                   | 27     |
| 5        | David Belda    | Burgos BH-Castilla y León | 25     |

### Clasificación de los jóvenes
| Posición | Ciclista         | Equipo            |
| -------- | ---------------- | ----------------- |
|          | David de la Cruz | Caja Rural        |
| 2        | Omar Fraile      | Orbea Continental |
| 3        | José Gonçalves   | Onda              |
| 4        | Jordi Simón      | Andalucía         |
| 5        | Mikel Bizkarra   | Orbea Continental |

### Clasificación por equipos
| Posición | Equipo            | Tiempo            |
| -------- | ----------------- | ----------------- |
|          | Efapel-Glassdrive | 124 h 29 min 14 s |
| 2        | LA-Antarte        | a 7 min 39 s      |
| 3        | Onda              | a 8 min 08 s      |
| 4        | Carmim-Prio       | a 8 min 28 s      |
| 5        | Caja Rural        | a 27 min 39 s     |

## Evolución de las clasificaciones
| Etapa (Vencedor)                            | Clasificación general       | Clasificación por puntos    | Clasificación de la montaña | Clasificación de los jóvenes | Clasificación por equipos |
| ------------------------------------------- | --------------------------- | --------------------------- | --------------------------- | ---------------------------- | ------------------------- |
| Prólogo (CRI) (Reinardt Janse van Rensburg) | Reinardt Janse van Rensburg | Reinardt Janse van Rensburg | no se entregó               | Reinardt Janse van Rensburg  | LA-Antarte                |
| 1.ª etapa (Jay Robert Thomson)              | Jay Robert Thomson          | Jay Robert Thomson          | Jay Robert Thomson          | José Gonçalves               | Unitedhealthcare          |
| 2.ª etapa (Francesco Lasca)                 | Jay Robert Thomson          | Hugo Sabido                 | Jay Robert Thomson          | José Gonçalves               | Unitedhealthcare          |
| 3.ª etapa (César Fonte)                     | Jay Robert Thomson          | Hugo Sabido                 | Jay Robert Thomson          | José Gonçalves               | Unitedhealthcare          |
| 4.ª etapa (Rui Sousa)                       | Hugo Sabido                 | Hugo Sabido                 | Jay Robert Thomson          | David de la Cruz             | Efapel-Glassdrive         |
| 5.ª etapa (Sergio Ribeiro)                  | Hugo Sabido                 | Reinardt Janse van Rensburg | Rui Sousa                   | David de la Cruz             | Efapel-Glassdrive         |
| 6.ª etapa (Jason McCartney)                 | Hugo Sabido                 | Reinardt Janse van Rensburg | Rui Sousa                   | David de la Cruz             | Efapel-Glassdrive         |
| 7.ª etapa (Kai Reus)                        | Hugo Sabido                 | Reinardt Janse van Rensburg | Rui Sousa                   | David de la Cruz             | Efapel-Glassdrive         |
| 8.ª etapa (David Blanco)                    | David Blanco                | Sergio Ribeiro              | Rui Sousa                   | David de la Cruz             | Efapel-Glassdrive         |
| 9.ª etapa (CRI) (Alejandro Marque)          | David Blanco                | Reinardt Janse van Rensburg | Rui Sousa                   | David de la Cruz             | Efapel-Glassdrive         |
| 10.ª etapa (Reinardt Janse van Rensburg)    | David Blanco                | Reinardt Janse van Rensburg | Rui Sousa                   | David de la Cruz             | Efapel-Glassdrive         |
| Clasificación final                         | David Blanco                | Reinardt Janse van Rensburg | Rui Sousa                   | David de la Cruz             | Efapel-Glassdrive         |